# فرانسوا غرينيت
فرانسوا غرينيت (8 مارس 1975

 في بوردو) (بالفرنسية: François Grenet)‏ لاعب كرة قدم فرنسي معتزل كان يجيد اللعب في خط الدفاع .
لعب غرينيت في أندية بوردو (1992-2001) ديربي كاونتي (2001-2002) رين (2002-2004) نيس (2004-2006) .
ساهم في تتويج نادي بوردو ببطولة دوري الدرجة الأولى موسم 1998/1999 .

## روابط خارجية
- فرانسوا غرينيت على موقع رابطة كرة القدم الفرنسية للمحترفين (الإنجليزية)
- فرانسوا غرينيت على موقع قاعدة بيانات كرة القدم.إي يو (الإنجليزية)
- فرانسوا غرينيت على موقع ليكيب (الفرنسية)
- فرانسوا غرينيت على موقع Soccerbase.com (لاعب) (الإنجليزية)
- فرانسوا غرينيت على موقع عالم كرة القدم.نت (الإنجليزية)